# SM i Kanotsprint 2007
Svenska mästerskapen i kanotsprint 2007 arrangerades i Luleå av Luleå Kajakklubb.

## Medaljörer Herrar

### Herrar 22-

#### H22 K1
| Gren              | Guld                                                         | Guld          | Silver                                                          | Silver        | Brons                                                       | Brons        |
| K1 200m           | Anders Gustafsson                                            | Jönköpings KK | Anders Svensson                                                 | Kungälvs KK   | Christian Svanquist                                         | Karlstads PK |
| K1 500m           | Anders Gustafsson                                            | Jönköpings KK | Anders Svensson                                                 | Kungälvs KK   | David Leijonborg                                            | Örebro KF    |
| K1 1000m          | Anders Gustafsson                                            | Jönköpings KK | Max Ed                                                          | Skellefteå KK | Anders Svensson                                             | Kungälvs KK  |
| K1 5000m          | Anders Gustafsson                                            | Jönköpings KK | Max Ed                                                          | Skellefteå KK | Niklas Andersson                                            | Huskvarna KK |
| Stafett K1 4x200m | Jonas Johansson/Johan Wenngren/Dag Johansson/Jakob Johansson | Luleå KK      | Patrik Svensson /Jonas Lundh/Emil Pennsäter/Adam Secher-Fromell | Lödde KK      | David Leijonborg/Anton Åkerling/Stefan Wiberg/Danny Hallmén | Örebro KF    |

#### H22 K2
| Gren     | Guld                                  | Guld         | Silver                         | Silver      | Brons                                 | Brons         |
| K2 200m  | Anders Svensson/Erik Sundberg         | Kungälvs KK  | Danny Hallmén/David Leijonborg | Örebro KF   | Christian Svanquist/Kristofer Karlsen | Karlstads PK  |
| K2 500m  | Christian Svanquist/Kristofer Karlsen | Karlstads PK | Anders Svensson/Erik Sundberg  | Kungälvs KK | Danny Hallmén/David Leijonborg        | Örebro KF     |
| K2 1000m | Mikael Westlén/Erik Gustafsson        | Vaxholms KS  | Danny Hallmén/David Leijonborg | Örebro KF   | Johannes Barsk/Max Ed                 | Skellefteå KK |
| K2 5000m | Jacob Holst/Pär Holst                 | KK Eskimå    | Björn Grandstedt/Petter Öström | Näsets PK   | Danny Hallmén/David Leijonborg        | Örebro KF     |

#### H22 K4
| Gren     | Guld                                                            | Guld        | Silver                                                      | Silver      | Brons                                                           | Brons       |
| K4 200m  | Anders Svensson/Daniel Hall/Erik Sundberg/Niklas Berntsson      | Kungälvs KK | Pär Holst /Jacob Holst/Erik Svensson /Gustaf Larsson        | KK Eskimå   | Patrik Svensson /Jonas Lundh/Simon Öberg/Adam Secher-Fromell    | Lödde KK    |
| K4 500m  | Pär Holst /Jacob Holst/Erik Svensson /Gustaf Larsson            | KK Eskimå   | Jonas Johansson/Dag Johansson/Jakob Johansson/Mats Berglund | Luleå KK    | Anders Svensson/Daniel Hall/Erik Sundberg/Niklas Berntsson      | Kungälvs KK |
| K4 1000m | Pär Holst /Jacob Holst/Erik Svensson /Gustaf Larsson            | KK Eskimå   | Anders Svensson/Daniel Hall/Erik Sundberg/Niklas Berntsson  | Kungälvs KK | Henrik Lemel/Magnus Siverbrant/Björn Ljungberg/Magnus Ljungberg | Malmö KK    |
| K4 5000m | Magnus Siverbrant/Björn Ljungberg/Henrik Lemel/Magnus Ljungberg | Malmö KK    | Pär Holst /Jacob Holst/Erik Svensson /Gustaf Larsson        | KK Eskimå   | Patrik Svensson /Adam Secher-Fromell/Simon Öberg/Emil Pennsäter | Lödde KK    |

### Herrar -21

#### H21 K1
| Gren     | Guld                | Guld         | Silver              | Silver        | Brons            | Brons        |
| K1 500m  | David Leijonborg    | Örebro KF    | Sebastian Jakobsson | Oxelösunds KK | Jonny Blixt      | Bråvikens KK |
| K1 5000m | Christian Svanquist | Karlstads PK | Björn Grandstedt    | Näsets PK     | David Leijonborg | Örebro KF    |

#### H21 K2
| Gren     | Guld                           | Guld      | Silver                           | Silver    | Brons                        | Brons     |
| K2 200m  | Björn Grandstedt/Petter Öström | Näsets PK | David Leijonborg/Anton Åkerling  | Örebro KF | Gustaf Larsson/Erik Svensson | KK Eskimå |
| K2 1000m | Björn Grandstedt/Petter Öström | Näsets PK | Magnus Ljungberg/Björn Ljungberg | Malmö KK  | Gustaf Larsson/Erik Svensson | KK Eskimå |

### Herrar -18

#### H18 K1
| Gren              | Guld                                                         | Guld         | Silver                                                          | Silver        | Brons                                                        | Brons       |
| K1 200m           | Fredrik Schill                                               | Fagerviks KK | Erik Svensson                                                   | KK Eskimå     | Joakim Nielsen                                               | Malmö KK    |
| K1 500m           | Fredrik Schill                                               | Fagerviks KK | Joakim Nielsen                                                  | Malmö KK      | Kristian Wilde                                               | Västerås KF |
| K1 1000m          | Kristian Wilde                                               | Västerås KF  | Fredrik Schill                                                  | Fagerviks KK  | Joakim Nielsen                                               | Malmö KK    |
| K1 5000m          | Joakim Nielsen                                               | Malmö KK     | Fredrik Schill                                                  | Fagerviks KK  | Oliver Sköld                                                 | Malmö KK    |
| Stafett K1 4x200m | Simon Wikberg/Daniel Hultqvist/Adam Lunneborg/Fredrik Schill | Fagerviks KK | Daniel Hemselius/Cimmy Carlsson/Patrik Viklund/Niklas Hemselius | Jönköpings KK | Felix Lindell/Erik Åkesson/Fredrik Källberg/Andreas Trägårdh | Lödde KK    |

#### H18 K2
| Gren     | Guld                            | Guld         | Silver                            | Silver        | Brons                             | Brons         |
| K2 200m  | Fredrik Schill/Daniel Hultqvist | Fagerviks KK | Joakim Nielsen/Oliver Sköld       | Malmö KK      | Felix Lindell/Erik Åkesson        | Lödde KK      |
| K2 500m  | Joakim Nielsen/Oliver Sköld     | Malmö KK     | Daniel Hemselius/Niklas Hemselius | Jönköpings KK | Fredrik Schill/Daniel Hultqvist   | Fagerviks KK  |
| K2 1000m | Joakim Nielsen/Oliver Sköld     | Malmö KK     | Fredrik Schill/Adam Lunneborg     | Fagerviks KK  | Daniel Hemselius/Niklas Hemselius | Jönköpings KK |
| K2 5000m | Fredrik Schill/Adam Lunneborg   | Fagerviks KK | Joakim Nielsen/Oliver Sköld       | Malmö KK      | Dennis Karlsson/Simon Wikberg     | Fagerviks KK  |

#### H18 K4
| Gren     | Guld                                                           | Guld         | Silver                                                         | Silver       | Brons                                                        | Brons    |
| K4 200m  | Fredrik Schill/Daniel Hultqvist/Simon Wikberg/Adam Lunneborg   | Fagerviks KK | Kim Eriksson/Andreas Göransson/Kristian Wilde/Andreas Mayor    | Västerås KF  | Felix Lindell/Erik Åkesson/Fredrik Källberg/Andreas Trägårdh | Lödde KK |
| K4 500m  | Fredrik Schill/Adam Lunneborg/Dennis Karlsson/Daniel Hultqvist | Fagerviks KK | Kristian Wilde/Kim Eriksson/Andreas Göransson/Andreas Mayor    | Västerås KF  | Oliver Sköld/Nils Sjöberg/Joakim Nielsen/Eugene Hellström    | Malmö KK |
| K4 1000m | Kim Eriksson/Andreas Göransson/Kristian Wilde/Andreas Mayor    | Västerås KF  | Fredrik Schill/Daniel Hultqvist/Dennis Karlsson/Adam Lunneborg | Fagerviks KK | Oskar Lind/Petter Lind/Karl Lind/Jonas Haukka                | Luleå KK |
| K4 5000m | Fredrik Schill/Adam Lunneborg/Dennis Karlsson/Simon Wikberg    | Fagerviks KK | Kim Eriksson/Andreas Mayor/Andreas Göransson/Kristian Wilde    | Västerås KF  | Oskar Lind/Petter Lind/Karl Lind/Jonas Haukka                | Luleå KK |

### Herrar -16

#### H16 K1
| Gren              | Guld                                                             | Guld         | Silver                                                    | Silver       | Brons                                               | Brons        |
| K1 200m           | Johan Lilja                                                      | Lidköping KF | Anton Åkerling                                            | Örebro KF    | Robin Andersson                                     | Lidköping KF |
| K1 500m           | Johan Lilja                                                      | Lidköping KF | Robin Andersson                                           | Lidköping KF | Anton Åkerling                                      | Örebro KF    |
| K1 2500m          | Patrik Viklund                                                   | Jönköping KK | Robin Andersson                                           | Lidköping KF | Andreas Trägårdh                                    | Lödde KK     |
| Stafett K1 4x200m | Patrik Viklund/Fabian Paldanius/Albin Schälin/Sebastian Dahlberg | Jönköping KK | Gustav Granbom/David Mohlin/Joel Elenius/Robert Johansson | Luleå KK     | Robin Andersson/Mikael Olsén/Johan Lilja/Erik Öberg | Lidköping KF |

#### H16 K2
| Gren     | Guld                        | Guld         | Silver                            | Silver     | Brons                          | Brons     |
| K2 200m  | Johan Lilja/Robin Andersson | Lidköping KF | Tomas Norrman/Rasmus Jaruta       | Kungälv KK | Anton Åkerling/Patrik Svensson | Örebro KF |
| K2 500m  | Johan Lilja/Robin Andersson | Lidköping KF | Anton Åkerling/Patrik Svensson    | Örebro KF  | David Mohlin/Gustav Granbom    | Luleå KK  |
| K2 2500m | Johan Lilja/Robin Andersson | Lidköping KF | Andreas Trägårdh/Gustav Pennsäter | Lödde KK   | David Mohlin/Gustav Granbom    | Luleå KK  |

#### H16 K4
| Gren     | Guld                                                      | Guld         | Silver                                                            | Silver       | Brons                                                     | Brons        |
| K4 200m  | Robin Andersson/Mikael Olsén/Johan Lilja/Erik Öberg       | Lidköping KF | Anton Åkerling/Patrik Svensson/Markus Johansson/Mattias Liljeberg | Örebro KF    | Gustav Granbom/David Mohlin/Joel Elenius/Robert Johansson | Luleå KK     |
| K4 500m  | Gustav Granbom/David Mohlin/Joel Elenius/Robert Johansson | Luleå KK     | Anton Åkerling/Patrik Svensson/Markus Johansson/Mattias Liljeberg | Örebro KF    | Robin Andersson/Mikael Olsén/Johan Lilja/Erik Öberg       | Lidköping KF |
| K4 2500m | Gustav Granbom/David Mohlin/Joel Elenius/Robert Johansson | Luleå KK     | Patrik Viklund/Fabian Paldanius/Albin Schälin/Sebastian Dahlberg  | Jönköping KK | Robin Andersson/Mikael Olsén/Johan Lilja/Erik Öberg       | Lidköping KF |

### Herrar -14

#### H14 K1
| Gren              | Guld                                                         | Guld          | Silver                                                   | Silver   | Brons                                                          | Brons         |
| K1 200m           | Jimmy Seger                                                  | Stockholms PK | Joel Elenius                                             | Luleå KK | Gustav Lood-Stark                                              | Karlstads PK  |
| K1 500m           | Jimmy Seger                                                  | Stockholms PK | Joel Elenius                                             | Luleå KK | Markus Andersson                                               | Lidköpings KF |
| K1 2500m          | Jimmy Seger                                                  | Stockholms PK | Joel Elenius                                             | Luleå KK | Markus Andersson                                               | Lidköpings KF |
| Stafett K1 4x200m | Markus Andersson/Martin Olsén/David Sigurd/Fredrik Johansson | Lidköpings KF | Joel Elenius/Johan Forsberg/Henrik Strand/Simon Sundberg | Luleå KK | Gustav Åkesson/Joakim Pettersson/Adam Källberg/Oskar Strömberg | Lödde KK      |

#### H14 K2
| Gren     | Guld                        | Guld     | Silver                             | Silver        | Brons                    | Brons         |
| K2 200m  | Joel Elenius/Henrik Strand  | Luleå KK | Markus Andersson/Fredrik Johansson | Lidköpings KF | David Sigurd/Olle Olsson | Lidköpings KF |
| K2 500m  | Joel Elenius/Henrik Strand  | Luleå KK | Markus Andersson/Fredrik Johansson | Lidköpings KF | David Sigurd/Olle Olsson | Lidköpings KF |
| K2 2500m | Joel Elenius/Simon Sundberg | Luleå KK | Dennis Lindberg/Joakim Lindberg    | Finspångs KK  | David Sigurd/Olle Olsson | Lidköpings KF |

#### H14 K4
| Gren     | Guld                                                        | Guld         | Silver                                                   | Silver   | Brons                                                          | Brons    |
| K4 200m  | Markus Andersson/Olle Olsson/David Sigurd/Fredrik Johansson | Lidköping KF | Joel Elenius/Simon Sundberg/Henrik Strand/Johan Forsberg | Luleå KK | Gustav Åkesson/Joakim Pettersson/Adam Källberg/Sebastian Tuma  | Lödde KK |
| K4 500m  | Markus Andersson/Olle Olsson/David Sigurd/Fredrik Johansson | Lidköping KF | Joel Elenius/Simon Sundberg/Henrik Strand/Johan Forsberg | Luleå KK | Adam Källberg/Oskar Strömberg/Sebastian Tuma/Joakim Pettersson | Lödde KK |
| K4 2500m | Markus Andersson/Olle Olsson/David Sigurd/Fredrik Johansson | Lidköping KF | Joel Elenius/Simon Sundberg/Henrik Strand/Johan Forsberg | Luleå KK | Adam Källberg/Oskar Strömberg/Sebastian Tuma/Joakim Pettersson | Lödde KK |

## Medaljörer Damer

### Damer 22-

#### D22 K1
| Gren              | Guld                                                   | Guld          | Silver                                                    | Silver    | Brons                                              | Brons         |
| K1 200m           | Sofia Paldanius                                        | Jönköpings KK | Anna Ferm                                                 | Örebro KF | Karin Johansson                                    | Örebro KF     |
| K1 500m           | Sofia Paldanius                                        | Jönköpings KK | Karin Johansson                                           | Örebro KF | Martina Johansson                                  | Näsets PK     |
| K1 1000m          | Sofia Paldanius                                        | Jönköpings KK | Karin Johansson                                           | Örebro KF | Emma Anderson                                      | Huskvarna KK  |
| K1 5000m          | Sofia Paldanius                                        | Jönköpings KK | Karin Johansson                                           | Örebro KF | Anna Roger                                         | Linköpings KK |
| Stafett K1 4x200m | Karin Johansson/Maja Viberg/Sara Leijonborg /Anna Ferm | Örebro KF     | Karin Persson/Linnea Holst/Cecilia Velin/Angelica Larsson | KK Eskimå | Emma Allerbo/Mikaela Bergman/Åsa Nordling/Kim Döse | Kungälvs KK   |

#### D22 K2
| Gren     | Guld                      | Guld      | Silver                            | Silver      | Brons                             | Brons       |
| K2 200m  | Anna Ferm/Karin Johansson | Örebro KF | Annelie Sjöros/Annika Andersson   | Ludvika PK  | Karolina Sultan/Emma Allerbo      | Kungälvs KK |
| K2 500m  | Anna Ferm/Karin Johansson | Örebro KF | Annelie Sjöros/Annika Andersson   | Ludvika PK  | Karolina Sultan/Emma Allerbo      | Kungälvs KK |
| K2 1000m | Anna Ferm/Karin Johansson | Örebro KF | Karolina Sultan/Emma Allerbo      | Kungälvs KK | Alexandra Nielsen/Emilia Liedbeck | Malmö KK    |
| K2 5000m | Anna Ferm/Karin Johansson | Örebro KF | Alexandra Nielsen/Emilia Liedbeck | Malmö KK    | Kim Döse/Emma Allerbo             | Kungälvs KK |

#### D22 K4
| Gren    | Guld                                                 | Guld      | Silver                                                | Silver      | Brons                                                     | Brons     |
| K4 200m | Karin Johansson/Anna Ferm/Maja Viberg/Louise Tönnies | Örebro KF | Karolina Sultan/Emma Allerbo/Kim Döse/Mikaela Bergman | Kungälvs KK | Anna Thyrvin/Karin Persson/Cecilia Velin/Marika Moberg    | KK Eskimå |
| K4 500m | Karin Johansson/Anna Ferm/Maja Viberg/Louise Tönnies | Örebro KF | Karolina Sultan/Emma Allerbo/Kim Döse/Åsa Nordling    | Kungälvs KK | Anna Thyrvin/Karin Persson/Cecilia Velin/Angelica Larsson | KK Eskimå |

### Damer -21

#### D21 K1
| Gren    | Guld              | Guld      | Silver            | Silver   | Brons        | Brons       |
| K1 500m | Martina Johansson | Näsets PK | Alexandra Nielsen | Malmö KK | Emma Allerbo | Kungälvs KK |

#### D21 K2
| Gren     | Guld                         | Guld        | Silver                             | Silver      | Brons                             | Brons    |
| K2 200m  | Anna Ferm/Karin Johansson    | Örebro KF   | Julia Stensils/Sandra Hellgren     | Vaxholms KS | Alexandra Nielsen/Emilia Liedbeck | Malmö KK |
| K2 1000m | Karolina Sultan/Emma Allerbo | Kungälvs KK | Martina Johansson/Agneta Granstedt | Näsets PK   | Alexandra Nielsen/Emilia Liedbeck | Malmö KK |

### Damer -18

#### D18 K1
| Gren     | Guld            | Guld         | Silver          | Silver       | Brons            | Brons           |
| K1 200m  | Sandra Hellgren | Vaxholms KS  | Klara Andersson | KK Bris      | Agneta Granstedt | Näsets PK       |
| K1 500m  | Klara Andersson | KK Bris      | Ilona Jonsson   | Nyköpings KK | Emma Ljungholm   | Katrineholms KK |
| K1 1000m | Klara Andersson | KK Bris      | Ilona Jonsson   | Nyköpings KK | Agneta Granstedt | Näsets PK       |
| K1 5000m | Ilona Jonsson   | Nyköpings KK | Klara Andersson | KK Bris      | Agneta Granstedt | Näsets PK       |

#### D18 K2
| Gren     | Guld                           | Guld         | Silver                          | Silver       | Brons                           | Brons       |
| K2 200m  | Karin Persson/Cecilia Velin    | KK Eskimå    | Michaela Jonsson/Ilona Jonsson  | Nyköpings KK | Evelina Menning/Sandra Hellgren | Vaxholms KS |
| K2 500m  | Michaela Jonsson/Ilona Jonsson | Nyköpings KK | Evelina Menning/Elin Stensils   | Vaxholms KS  | Karin Persson/Cecilia Velin     | KK Eskimå   |
| K2 1000m | Michaela Jonsson/Ilona Jonsson | Nyköpings KK | Sandra Hellgren/Evelina Menning | Vaxholms KS  | Karin Persson/Cecilia Velin     | KK Eskimå   |
| K2 5000m | Michaela Jonsson/Ilona Jonsson | Nyköpings KK | Elin Stensils/Sandra Hellgren   | Vaxholms KS  | Sara Sandbacka/Evelina Menning  | Vaxholms KS |

#### D18 K4
| Gren     | Guld                                                         | Guld        | Silver                                                         | Silver       | Brons                                                          | Brons        |
| K4 500m  | Elin Stensils/Sandra Hellgren/Sara Sandbacka/Evelina Menning | Vaxholms KS | Karin Persson/Cecilia Velin/Emma Möller/Linnea Holst           | KK Eskimå    | Kristina Åkesson/Elsa Nilsson/Agnes Nilsson/Linn Lunneryd      | Lödde KK     |
| K4 1000m | Elin Stensils/Sandra Hellgren/Sara Sandbacka/Evelina Menning | Vaxholms KS | Karin Persson/Cecilia Velin/Linnea Holst/Emma Möller           | KK Eskimå    | Loe Hellström/Frida Eriksson/Jennie Halvarsson/Klara Hellström | Finspångs KK |
| K4 5000m | Elin Stensils/Sandra Hellgren/Sara Sandbacka/Evelina Menning | Vaxholms KS | Loe Hellström/Frida Eriksson/Jennie Halvarsson/Klara Hellström | Finspångs KK | Kristina Åkesson/Elsa Nilsson/Agnes Nilsson/Linn Lunneryd      | Lödde KK     |

### Damer -16

#### D16 K1
| Gren              | Guld                                                         | Guld         | Silver                                                              | Silver       | Brons                                                         | Brons         |
| K1 200m           | Julia Stensils                                               | Vaxholms KS  | Loe Hellström                                                       | Finspångs KK | Michaela Jonsson                                              | Nyköpings KK  |
| K1 500m           | Julia Stensils                                               | Vaxholms KS  | Michaela Jonsson                                                    | Nyköpings KK | Loe Hellström                                                 | Finspångs KK  |
| K1 2500m          | Michaela Jonsson                                             | Nyköpings KK | Julia Stensils                                                      | Vaxholms KS  | Loe Hellström                                                 | Finspångs KK  |
| Stafett K1 4x200m | Jennie Halvarsson/Frida Eriksson/Loe Hellström/Lisa Eriksson | Finspångs KK | Ann-Sofie Albrektsson/Kim Eliasson/Vanja Löfqvist/Johanna Wiklander | Halmstad KK  | Anna Cerenius/Amanda Evertsson/Annie Johansson/Nathalie Hjort | Lidköpings KF |

#### D16 K2
| Gren     | Guld                           | Guld        | Silver                          | Silver       | Brons                             | Brons        |
| K2 200m  | Julia Stensils/Linnea Stensils | Vaxholms KS | Frida Eriksson/Loe Hellström    | Finspångs KK | Klara Hellström/Jennie Halvarsson | Finspångs KK |
| K2 500m  | Julia Stensils/Linnea Stensils | Vaxholms KS | Loe Hellström/Jennie Halvarsson | Finspångs KK | Emma Möller/Marika Moberg         | KK Eskimå    |
| K2 2500m | Julia Stensils/Linnea Stensils | Vaxholms KS | Loe Hellström/Jennie Halvarsson | Finspångs KK | Emma Möller/Marika Moberg         | KK Eskimå    |

#### D16 K4
| Gren     | Guld                                                           | Guld         | Silver                                                                   | Silver      | Brons                                                         | Brons         |
| K4 200m  | Loe Hellström/Frida Eriksson/Jennie Halvarsson/Klara Hellström | Finspångs KK | Johanna Wiklander/Ann-Sofie Albrektsson/Vanja Löfqvist/Paulina Langemark | Halmstad KK | Anna Cerenius/Annie Johansson/Nathalie Hjort/Amanda Evertsson | Lidköpings KF |
| K4 500m  | Loe Hellström/Frida Eriksson/Jennie Halvarsson/Klara Hellström | Finspångs KK | Johanna Wiklander/Ann-Sofie Albrektsson/Paulina Langemark/Kim Eliasson   | Halmstad KK | Anna Cerenius/Annie Johansson/Nathalie Hjort/Amanda Evertsson | Lidköpings KF |
| K4 2500m | Loe Hellström/Jennie Halvarsson/Frida Eriksson/Klara Hellström | Finspångs KK | Johanna Wiklander/Ann-Sofie Albrektsson/Kim Eliasson/Vanja Löfqvist      | Halmstad KK | Anna Cerenius/Annie Johansson/Nathalie Hjort/Amanda Evertsson | Lidköpings KF |

### Damer -14

#### D14 K1
| Gren     | Guld            | Guld        | Silver        | Silver        | Brons         | Brons         |
| K1 200m  | Linnea Stensils | Vaxholms KS | Moa Wikberg   | Karlstads PK  | Julia Majlund | Nynäshamns SS |
| K1 500m  | Linnea Stensils | Vaxholms KS | Moa Wikberg   | Karlstads PK  | Anna Cerenius | Lidköpings KF |
| K1 2500m | Linnea Stensils | Vaxholms KS | Julia Majlund | Nynäshamns SS | Anna Cerenius | Lidköpings KF |

#### D14 K2
| Gren     | Guld                           | Guld          | Silver                         | Silver        | Brons                          | Brons        |
| K2 200m  | Linnea Stensils/Linnea Menning | Vaxholms KS   | Anna Cerenius/Annie Johansson  | Lidköpings KF | Klara Hellström/Lisa Eriksson  | Finspångs KK |
| K2 500m  | Anna Cerenius/Annie Johansson  | Lidköpings KF | Linnea Stensils/Linnea Menning | Vaxholms KS   | Klara Hellström/Lisa Eriksson  | Finspångs KK |
| K2 2500m | Anna Cerenius/Annie Johansson  | Lidköpings KF | Klara Hellström/Lisa Eriksson  | Finspångs KK  | Linnea Stensils/Linnea Menning | Vaxholms KS  |

## Medaljliga
| Nr | Klubb                     | Guld | Silver | Brons | Totalt |
| 1  | Vaxholms Kanotsällskap    | 14   | 6      | 3     | 23     |
| 2  | Lidköpings Kanotförening  | 12   | 5      | 15    | 32     |
| 3  | Jönköpings Kanotklubb     | 10   | 3      | 1     | 14     |
| 4  | Örebro Kanotförening      | 9    | 11     | 8     | 28     |
| 5  | Fagerviks Kanotklubb      | 8    | 4      | 2     | 14     |
| 6  | Luleå Kajakklubb          | 6    | 9      | 5     | 20     |
| 7  | Nyköpings Kanotklubb      | 5    | 4      | 1     | 10     |
| 8  | Finspångs Kanotklubb      | 4    | 7      | 6     | 17     |
| 9  | Kajakklubben Eskimå       | 4    | 6      | 8     | 18     |
| 9  | Malmö Kanotklubb          | 4    | 6      | 8     | 18     |
| 10 | Kungälvs Kanotklubb       | 3    | 8      | 7     | 18     |
| 11 | Näsets Paddlarklubb       | 3    | 3      | 4     | 10     |
| 12 | Stockholms Paddlarklubb   | 3    | 0      | 0     | 3      |
| 13 | Västerås Kanotförening    | 2    | 3      | 1     | 6      |
| 14 | Karlstads Paddlarklubb    | 2    | 2      | 3     | 7      |
| 15 | Kanotklubben Bris         | 2    | 2      | 0     | 4      |
| 16 | Halmstad Kanotklubb       | 0    | 4      | 0     | 4      |
| 17 | Lödde Kanotklubb          | 0    | 2      | 12    | 14     |
| 18 | Skellefteå Kanotklubb     | 0    | 2      | 1     | 3      |
| 19 | Ludvika Paddlarklubb      | 0    | 2      | 0     | 2      |
| 20 | Nynäshamns Seglarsällskap | 0    | 1      | 1     | 2      |
| 21 | Oxelösunds Kanotklubb     | 0    | 1      | 0     | 1      |
| 22 | Huskvarna Kanotklubb      | 0    | 0      | 2     | 2      |
| 23 | Linköpings Kanotklubb     | 0    | 0      | 1     | 1      |
| 23 | Bråvikens Kanotklubb      | 0    | 0      | 1     | 1      |
| 23 | Katrineholms Kanotklubb   | 0    | 0      | 1     | 1      |